# Sid Vicious
John Simon Ritchie (Londen, 10 mei 1957 – New York, 2 februari 1979), beter bekend onder zijn artiestennaam Sid Vicious, was een Brits muzikant. Hij werd bekend als basgitarist van The Sex Pistols, toen hij in 1977 Glen Matlock verving. Na het vertrek van Johnny Rotten nam hij ook enkele zangpartijen voor zijn rekening.

## Biografie
Vicious stond bekend om de chaos die hij bracht tijdens de optredens, eerst als fan, later als bandlid van The Sex Pistols.
Na het uiteenvallen van The Sex Pistols, begon de inmiddels zwaar verslaafde Vicious een solocarrière. Die voerde hem naar Parijs en New York, waar hij zich uiteindelijk vestigde met zijn vriendin en mede-junkie Nancy Spungen. Nadat zij op 12 oktober 1978 doodgestoken werd gevonden met Vicious bij haar in de kamer, werd hij aangehouden en in hechtenis genomen. Hij bleek zoveel drugs tot zich genomen te hebben, dat hij zich niets van de avond ervoor herinnerde. Nadat hij op borgtocht vrijkwam in afwachting van zijn proces, overtrad hij de voorwaarden van zijn voorwaardelijke invrijheidstelling door een ruzie met de broer van Patti Smith, wat hem weer op een paar dagen cel kwam te staan.
Na zijn vrijlating werd een feest georganiseerd door Vicious' moeder in de flat van diens nieuwe vriendin. De volgende morgen, 2 februari 1979, werd hij dood aangetroffen. De lijkschouwer constateerde zelfmoord door een overdosis heroïne, maar mogelijk werd deze fatale injectie hem toegediend door zijn moeder. Eerder op die dag had hij namelijk een overdosis heroïne op het nippertje overleefd. Het onderzoek naar de moord op Spungen werd stopgezet. Uit later onderzoek is gebleken dat de moeder van Sid hem zijn laatste shot heeft gegeven. In 1996 overleed zijn moeder zelf ook aan een overdosis, zonder dat haar eventuele motief hiervoor duidelijk was geworden.
Over deze tragedie is een film gemaakt getiteld Sid and Nancy (1986), van regisseur Alex Cox, met in de hoofdrollen Gary Oldman en Chloe Webb. Vicious bleef nog lange tijd een symbool, zowel binnen als buiten de punk. Zo refereerde de band Crazy Town in 2000 nog aan de relatie tussen Sid en Nancy in hun hitsingle Butterfly. In 2009 werd een 30 minuten durende documentaire over Sid Vicious getiteld In Search of Sid en 30 jaar na zijn dood opgenomen door muzikant en langdurige vriend van Vicious Jah Wobble uitgezonden op BBC Radio 4.

## Discografie

### Sid Vicious
- My Way/Something Else/C’mon Everybody (1979, 12”, Barclay, Barclay 740 509)
- Sid Sings (1979, LP, Virgin, V2144)
- Live (1980, LP, Creative Industry Inc., JSR 21)
- Vicious Burger (1980, LP, UD-6535, VD 6336)
- Love Kills N.Y.C. (1985, LP, Konexion, KOMA 788020)
- The Sid Vicious Experience – Jack Boots and Dirty Looks (1986, LP, Antler 37)
- The Idols With Sid Vicious (1993, CD, Last Call Records, LC22289)
- Never Mind the Reunion Here’s Sid Vicious (1997, CD)
- Sid Dead Live (1997, CD, Anagram, PUNK 86)
- Sid Vicious Sings (1997, CD)
- Vicious & Friends (1998, CD, Dressed To Kill Records, Dress 602)
- Better (to provoke a reaction than to react to a provocation) (1999, CD, Almafame, YEAAH6)
- Probably His Last Ever Interview (2000, CD, OZIT, OZITCD62)
- Better (2001, CD)
- Vive Le Rock (2003, 2CD)
- Too Fast To Live... (2004, CD)
- Naked & Ashamed (7”, Wonderful Records, WO-73)
- Sid Live At Max’s Kansas City (LP, JSR 21)
- Sid Vicious (LP, Innocent Records, JSR 21)
- Sid Vicious McDonald Bros. Box (3CD, Sound Solutions, 003)

### Sid and Nancy
- Love Kills (1986, LP, MCA, MCG 6011)

Love kills is de soundtrack van de film: 'Sid and Nancy'. Het nummer is oorspronkelijk van de Amerikaanse band: Circle Jerks.

### Sid Vicious & Friends
- (Don’t You Gimme) No Lip/(I’m Not Your) Steppin’ Stone (1989, 7”, SCRATCH 7)
- Sid Vicious & Friends (1998, CD, Cleopatra, #251, ASIN: B0000061AS)

### Sid Vicious/Eddie Cochran
zie ook Eddie Cochran
- Sid Vicious v’s Eddie Cochran – The Battle Of The Rockers (LP, Jock, LP 6)

### Sid Vicious/Elvis Presley
zie ook Elvis Presley
- Cult Heroes (1993, CD)

### Vicious White Kids
- The Vicious White Kids (1987, LP, Ritchie 1)
- Vicious White Kids (2001, CD, Sanctuary, CMRCD372)

### Film
- Sex Pistols Number One (1976, ohj. Derek Jarman)
- Jubilee (1978, ohj. Derek Jarman)
- Will Your Son Turn into Sid Vicious? (1978)
- The Great Rock‘n’Roll Swindle (1979, ohj. Julien Temple, VHS, Virgin Films)
- The Punk Rock Movie (1979, ohj. Don Letts)
- Dead On Arrival (1981, ohj. Lech Kowalski)
- The Filth And The Fury (2000, ohj. Julien Temple, VHS/NTSC)
- The Simpsons: Episode 12 Seizoen 19, 'Love, Springfieldian Style'

## NPO Radio 2 Top 2000
Van Sid Vicious stond alleen My Way in 2000 in de NPO Radio 2 Top 2000, op plek 761.
- Bibsys: 1037372
- Biblioteca Nacional de España: XX4863078
- Bibliothèque nationale de France: cb13899763t (data)
- Catàleg d'autoritats de noms i títols de Catalunya: 981058529416306706
- Gemeinsame Normdatei: 130389161
- International Standard Name Identifier: 0000 0000 7363 6748
- Library of Congress Control Number: n86134225
- MusicBrainz: 637504e3-be95-4005-83ee-3ebb91f9fcf9
- Bibliotheek van het Japanse parlement: 00621600
- Nationale Bibliotheek van Tsjechië: xx0005380
- Nationale bibliotheek van Australië: 35964109
- Nederlandse Thesaurus van Auteursnamen: 073450812
- Istituto Centrale per il Catalogo Unico: MODV291672
- SNAC: w6bs1z2q
- Système universitaire de documentation: 073430250
- Union List of Artist Names: 500355482
- Virtual International Authority File: 197655
- WorldCat: E39PBJq6W3BFCDGmxGCw4KjDMP